# Inella enopla
Inella enopla is een slakkensoort uit de familie van de Triphoridae. De wetenschappelijke naam van de soort is voor het eerst geldig gepubliceerd in 1927 door Dall.